# Vagney
Vagney ([vaɲɛ], en vosgien de la montagne [waːɲɛj]) est une commune française, dans le département des Vosges et le canton de La Bresse, en région Grand Est.
Elle fait partie de la Communauté de communes des Hautes Vosges.

## Géographie

### Localisation
Située entre 396  et   860 mètres (à Moyemont), la commune est dominée par les massifs boisés du Solem (842 m), du Mettey (500 m) et par le plateau de Chèvre Roche (820 m) où affleure le grès.
C'est une des 201 communes réparties sur quatre départements : les Vosges, le Haut-Rhin, le Territoire de Belfort et la Haute-Saône du parc naturel régional des Ballons des Vosges.
La commune compte trois gros hameaux périphériques, Crémanvillers, Fontaine et surtout Zainvillers qui constitue une paroisse indépendante.

### Communes limitrophes
| Le Syndicat                          | Le Tholy  | Sapois            |
| Le Syndicat Dommartin-lès-Remiremont | Vagney    | Sapois Gerbamont  |
| Vecoux                               | Thiéfosse | Basse-sur-le-Rupt |

### Hydrographie et les eaux souterraines

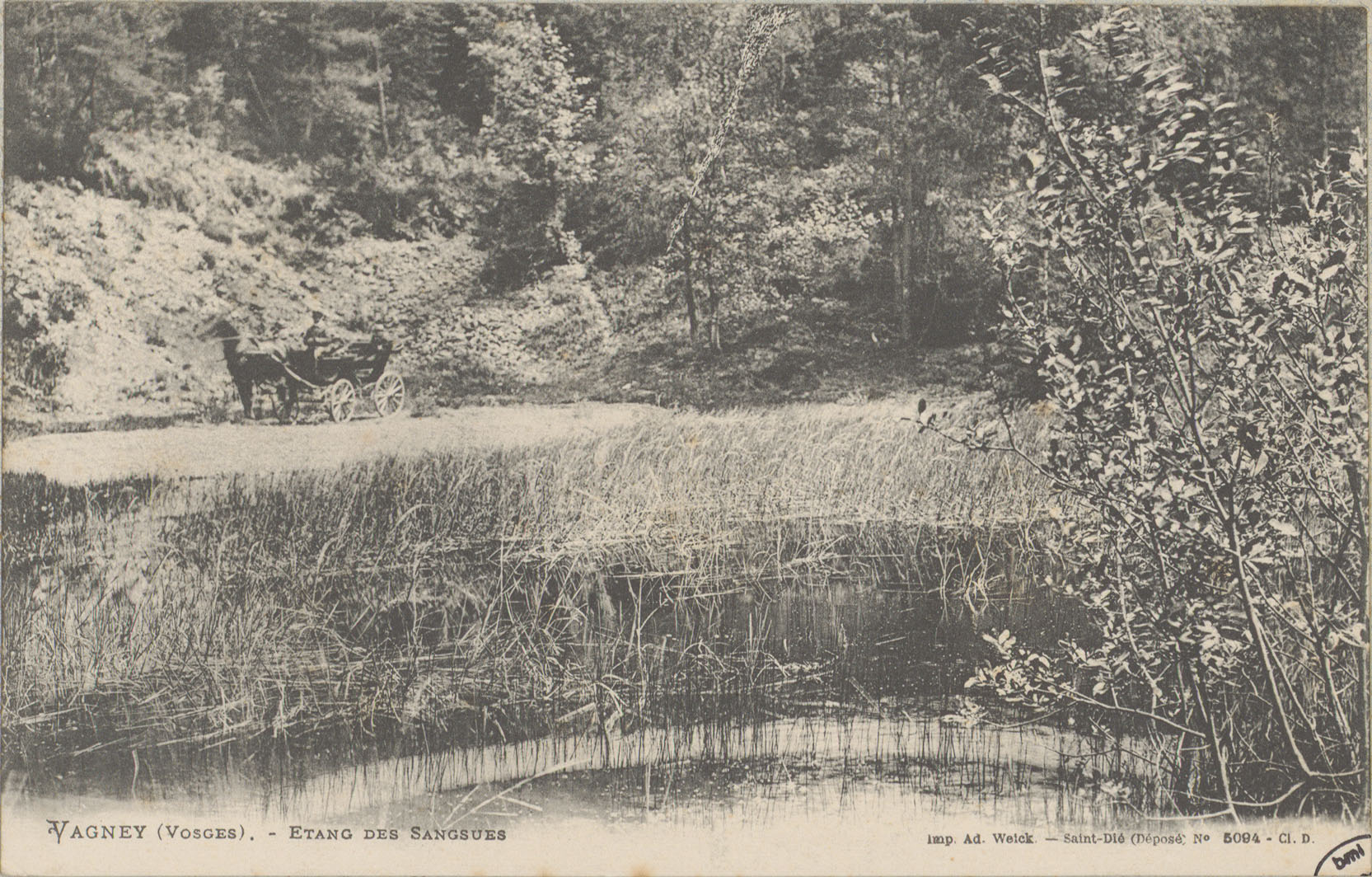
Étang des Sangsues
(carte postale Adolphe Weick).

Hydrogéologie et climatologie : Système d’information pour la gestion des eaux souterraines du bassin Rhin-Meuse :
Territoire communal : Occupation du sol (Corinne Land Cover); Cours d'eau (BD Carthage),
Géologie : Carte géologique; Coupes géologiques et techniques,
 Hydrogéologie : Masses d'eau souterraine; BD Lisa; Cartes piézométriques.
La commune est située dans le bassin versant du Rhin au sein du bassin Rhin-Meuse. Elle est drainée par la Moselotte, le Bouchot, le ruisseau de Basse Sur le Rupt, le ruisseau de Lemont, le ruisseau de Demixard, le ruisseau de la Froide Fontaine, le ruisseau de la Pissoire, le ruisseau de Pennecieres, le ruisseau de Solem, le ruisseau de Vixart et le ruisseau du Beugnot,.
La Moselotte prend sa source sur la commune de La Bresse, à 1 280 mètres d’altitude, entre Hohneck (1 363 mètres) et Kastelberg (1 350 mètres), à proximité des sources de la Vologne et de la Meurthe et de la Crête supérieure des Vosges. Elle se jette dans la Moselle au niveau de la commune de Saint-Étienne-lès-Remiremont.
Le Bouchot, d'une longueur totale de 18,1 km, prend sa source dans la commune de Gérardmer et se jette  dans la Moselotte au Syndicat, après avoir traversé six communes.
La qualité des cours d’eau peut être consultée sur un site dédié géré par les agences de l’eau et l’Agence française pour la biodiversité.

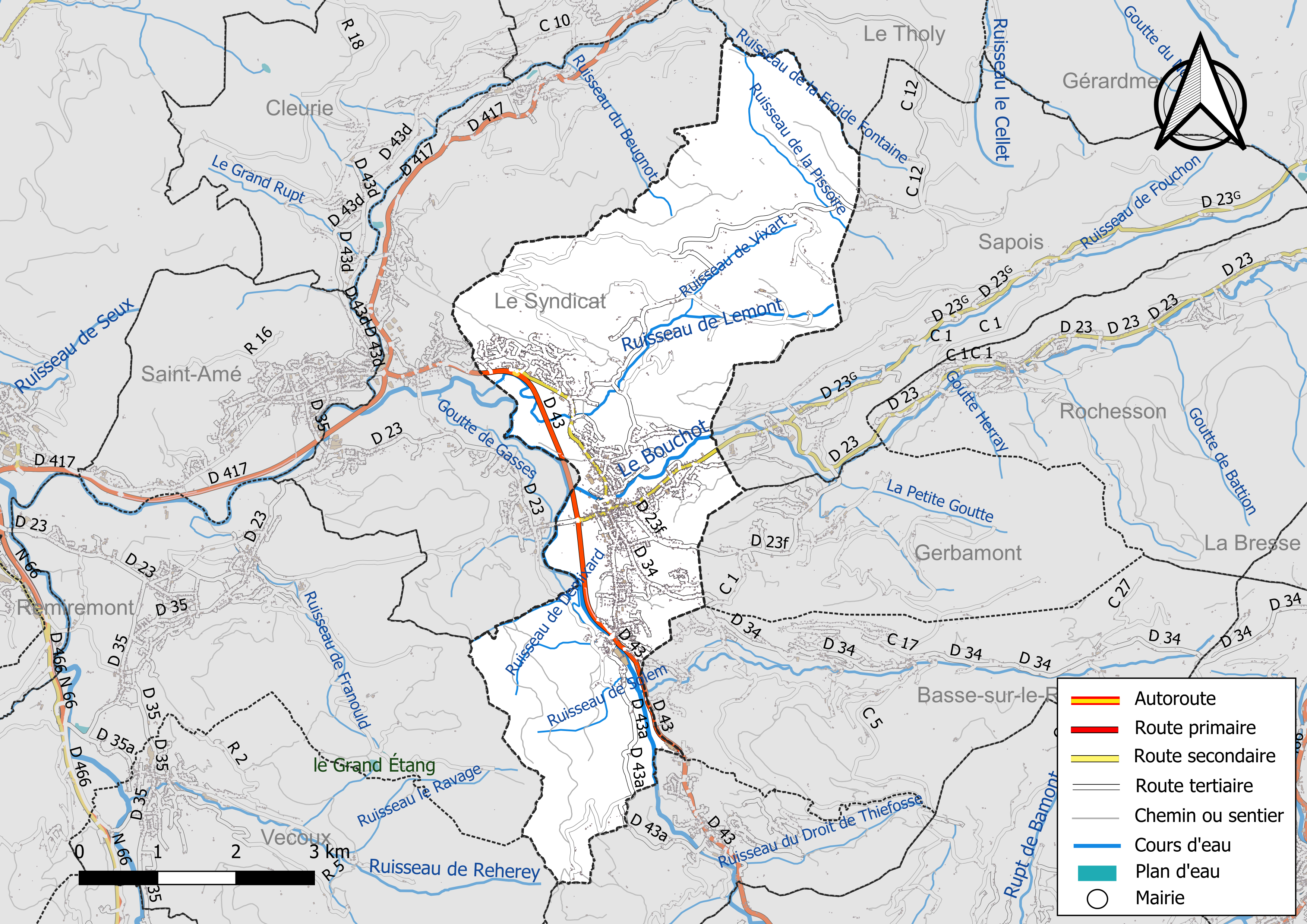
Réseaux hydrographique et routier de Vagney.

### Climat
Pour des articles plus généraux, voir Climat du Grand Est et Climat des Vosges.
En 2010, le climat de la commune est de type climat de montagne, selon une étude du Centre national de la recherche scientifique s'appuyant sur une série de données couvrant la période 1971-2000. En 2020, Météo-France publie une typologie des climats de la France métropolitaine dans laquelle la commune est exposée à un climat semi-continental et est dans la région climatique Vosges, caractérisée par une pluviométrie très élevée (1 500 à 2 000 mm/an) en toutes saisons et un hiver rude (moins de 1 °C).
Pour la période 1971-2000, la température annuelle moyenne est de 9,6 °C, avec une amplitude thermique annuelle de 17,3 °C. Le cumul annuel moyen de précipitations est de 1 349 mm, avec 13,2 jours de précipitations en janvier et 10,9 jours en juillet. Pour la période 1991-2020, la température moyenne annuelle observée sur la station météorologique installée sur la commune est de 8,8 °C et le cumul annuel moyen de précipitations est de 1 472,7 mm. 
La température maximale relevée sur cette station est de 34,5 °C, atteinte le 25 juillet 2019 ; la température minimale est de −19,4 °C, atteinte le 20 décembre 2009,,.
| Mois                                  | jan.           | fév.           | mars          | avril         | mai           | juin          | jui.          | août          | sep.         | oct.          | nov.           | déc.           | année      |
| ------------------------------------- | -------------- | -------------- | ------------- | ------------- | ------------- | ------------- | ------------- | ------------- | ------------ | ------------- | -------------- | -------------- | ---------- |
| Température minimale moyenne (°C)     | −1,9           | −1,7           | 0,7           | 4,3           | 7,4           | 10,9          | 12,7          | 12,4          | 9,3          | 6,2           | 2,4            | −0,6           | 5,2        |
| Température moyenne (°C)              | 0,5            | 1,2            | 4,4           | 8,7           | 11,7          | 15,4          | 17,2          | 16,9          | 13,5         | 9,6           | 5,2            | 1,8            | 8,8        |
| Température maximale moyenne (°C)     | 2,9            | 4,1            | 8             | 13,1          | 16            | 19,8          | 21,7          | 21,3          | 17,7         | 13,1          | 7,9            | 4,1            | 12,5       |
| Record de froid (°C) date du record   | −12,9 05.01.10 | −17,5 05.02.12 | −11 24.03.08  | −7,7 04.04.22 | −2 06.05.19   | 2,3 05.06.12  | 4,9 02.07.11  | 4,1 11.08.16  | 0,8 17.09.08 | −6,2 29.10.12 | −10,2 30.11.10 | −19,4 20.12.09 | −19,4 2009 |
| Record de chaleur (°C) date du record | 15,4 01.01.22  | 19,3 27.02.19  | 21,9 30.03.21 | 26,3 28.04.12 | 28,6 25.05.09 | 33,9 26.06.19 | 34,5 25.07.19 | 34,4 07.08.15 | 30 05.09.23  | 24,7 23.10.19 | 21 08.11.15    | 16,9 28.12.15  | 34,5 2019  |
| Précipitations (mm)                   | 156,2          | 116,3          | 105,9         | 76,3          | 130,9         | 128,7         | 108           | 122,2         | 106,9        | 123,1         | 131,9          | 166,3          | 1 472,7    |

| Diagramme climatique                                  |              |           |             |            |               |             |               |              |              |             |              |
| J                                                     | F            | M         | A           | M          | J             | J           | A             | S            | O            | N           | D            |
| 2,9−1,9156,2                                          | 4,1−1,7116,3 | 80,7105,9 | 13,14,376,3 | 167,4130,9 | 19,810,9128,7 | 21,712,7108 | 21,312,4122,2 | 17,79,3106,9 | 13,16,2123,1 | 7,92,4131,9 | 4,1−0,6166,3 |
| Moyennes : • Temp. maxi et mini °C • Précipitation mm |              |           |             |            |               |             |               |              |              |             |              |

Les paramètres climatiques de la commune ont été estimés pour le milieu du siècle (2041-2070) selon différents scénarios d'émission de gaz à effet de serre à partir des nouvelles projections climatiques de référence DRIAS-2020. Ils sont consultables sur un site dédié publié par Météo-France en novembre 2022.

### Voies de communications et transports

#### Voies routières
- La route reliant Remiremont (12 km) à Saulxures-sur-Moselotte (9 km) (D417-D43) évite le centre de la commune depuis qu'une déviation a été tracée dans une prairie humide fréquemment inondée[11]. La Moselotte, responsable de ces débordements, reçoit deux affluents rive droite, le Rupt et le Bouchot.

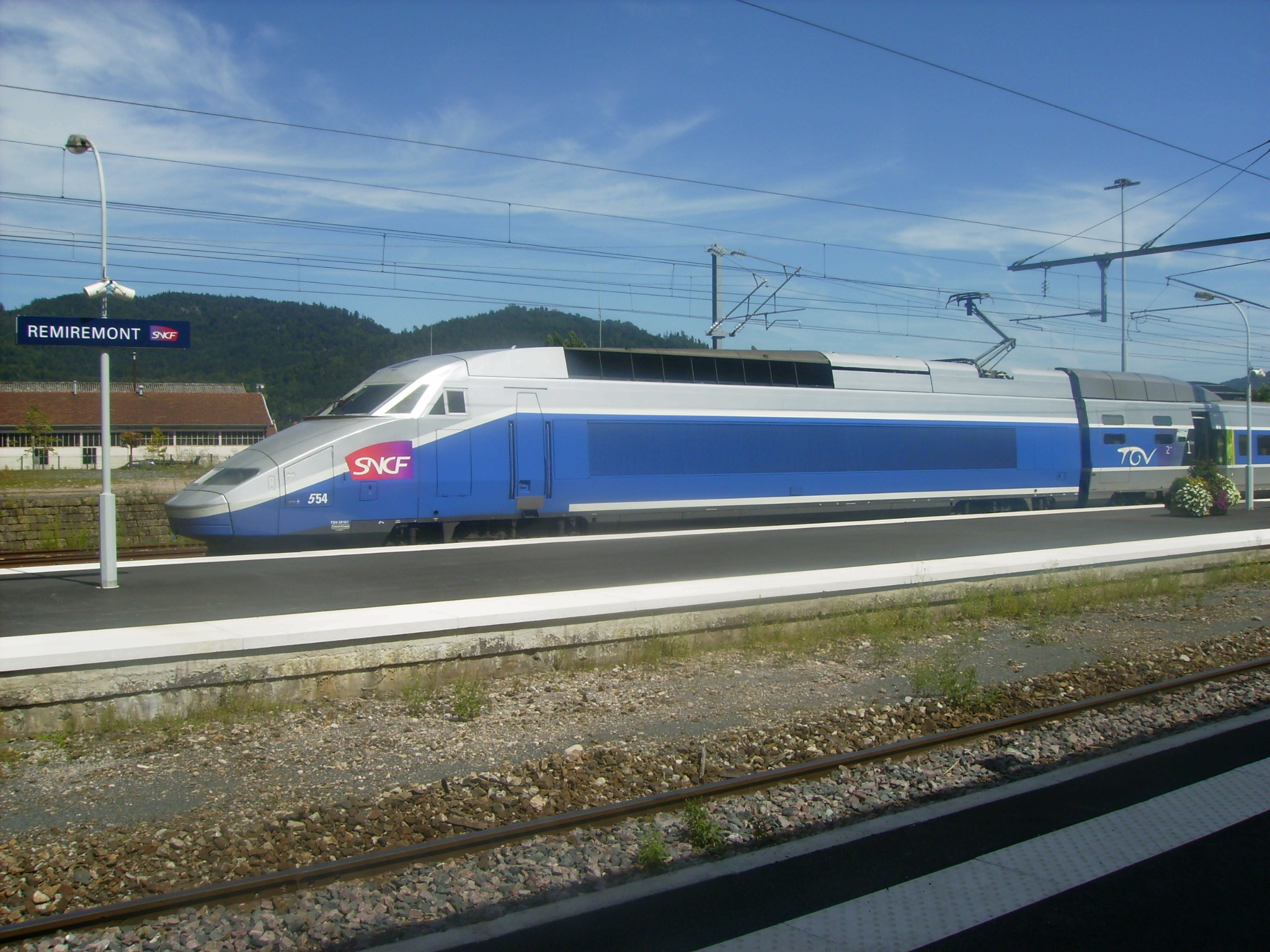
Gare de Remiremont. Gare desservie par le TGV et des trains TER Grand Est.

#### Transports en commun
- Fluo Grand Est.

##### Lignes SNCF
- Gare de Remiremont.

Avant sa fermeture, la ligne ferroviaire 189 reliant Remiremont à Cornimont desservait la commune par une gare dénommée Vagney, mais située sur la commune voisine du Syndicat. Un peu plus loin, une autre gare, elle située sur le territoire de la commune de Vagney, desservait le hameau de Zainvillers. Cette ligne, fermée en 1989 au-delà de Vagney et en 1992 entre Remiremont et Vagney, est aujourd'hui transformée en voie verte.

## Urbanisme

### Typologie
Au 1er janvier 2024, Vagney est catégorisée bourg rural, selon la nouvelle grille communale de densité à sept niveaux définie par l'Insee en 2022.
Elle appartient à l'unité urbaine de Vagney, une agglomération intra-départementale regroupant dix  communes, dont elle est ville-centre,,. Par ailleurs la commune fait partie de l'aire d'attraction de Remiremont, dont elle est une commune de la couronne,. Cette aire, qui regroupe 12 communes, est catégorisée dans les aires de moins de 50 000 habitants,.

### Occupation des sols
L'occupation des sols de la commune, telle qu'elle ressort de la base de données européenne d’occupation biophysique des sols Corine Land Cover (CLC), est marquée par l'importance des forêts et milieux semi-naturels (58,4 % en 2018), une proportion identique à celle de 1990 (58,4 %). La répartition détaillée en 2018 est la suivante : 
forêts (56,1 %), prairies (26 %), zones urbanisées (13,2 %), zones agricoles hétérogènes (2,4 %), milieux à végétation arbustive et/ou herbacée (2,3 %). L'évolution de l’occupation des sols de la commune et de ses infrastructures peut être observée sur les différentes représentations cartographiques du territoire : la carte de Cassini (XVIIIe siècle), la carte d'état-major (1820-1866) et les cartes ou photos aériennes de l'IGN pour la période actuelle (1950 à aujourd'hui).

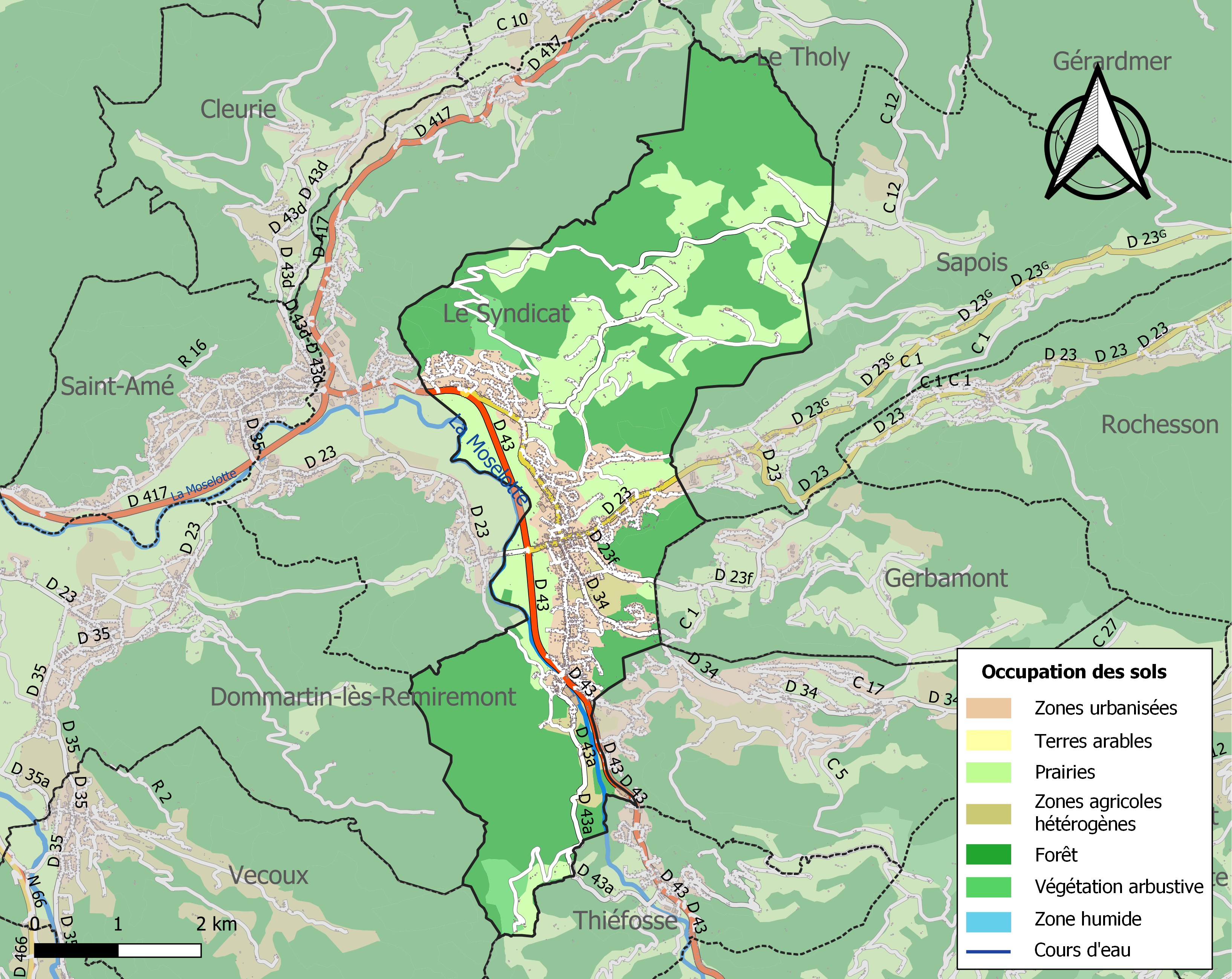
Carte des infrastructures et de l'occupation des sols de la commune en 2018 (CLC).

## Toponymie
Le nom de la localité est attesté sous les formes Wahiniaco, Vainiaco au XIe siècle - XIIe siècle ; Wahineis et Wainiers en 1147 ; Wahegney en 1344 ; Wainheney en 1393 ; Vaingney en 1425 ; Vaigney en 1542 et Wangney en 1593.
En 1697, la carte du duché de Lorraine par Jean-Baptiste Nolin indique Vaigny. La forme actuelle, Vagney, apparait au XVIIIe siècle mais la forme Vaigney s'écrit encore jusqu'à la fin du XVIIIe siècle. En patois, Vagney se dit Vaigney.
Il s'agit d'une formation toponymique gallo-romane en -iniacum, extension du suffixe -(i)acum d'origine gauloise indiquant le lieu et la propriété. Il est précédé du nom de personne germanique Wado. Le composé originel devait être *Wadiniacum comme Gasny (Eure, Wadiniacus 876) et Guenay à Jaunay (Indre-et-Loire),. D'un point de vue phonétique, on constate un amuïssement régulier de l'intervocalique /d/, type vita > vida > vie ou wado > wae > gué, caractéristique des dialectes gallo-romans, ainsi qu'un maintien du W- à l'initiale, passé ultérieurement à V-, typique des dialectes d'oïl septentrionaux et nord orientaux, alors qu'il abouti à /g(u)/ en français central et occidental.

## Histoire
Vagney était le chef-lieu d'un ban important divisé en huit syndicats :
- Vagney : Vagney, Zainvillers, Thiéfosse, Fontaine, Crémanvillers, Bouvacôte
- Gerbamont : Gerbamont, Léjol
- Basse-sur-le-Rupt : Presle, Trougemont, Planois, Contrexard, Pubas
- Arrentez (qui signifie lieux écartés) s'assemblant à Vagney
- Arrentez s'assemblant aux Graviers
- Saulxures : les Amias, Bâmont, les Graviers, la Poirie, Travexin
- Saint-Amé : Bémont, Bréhavillers, Champel, Chanois, Cleurie, Peccavillers, Nol
- Rochesson : Sapois, Cens-la-Ville

Les Kyriolés. Jusqu’à la Révolution, tous les lundis de Pentecôte, huit paroisses dépendant du Chapitre de Remiremont (Dommartin-lès-Remiremont, Ramonchamp, Rupt-sur-Moselle, Saint-Amé, Saint-Nabord, Saint-Étienne, Saulxures-sur-Moselotte et Vagney) envoyaient des jeunes filles qui se présentaient à l’église de Remiremont et y entonnaient des cantiques en français,.
Certains généalogistes mentionnent des mines d'argent exploitées au XIIIe siècle. Il est d'ailleurs attesté qu'il existait à Vagney au XVIIIe siècle, une mine d’argent dont la dîme appartenait aux dames de Remiremont
Par ailleurs, avant la libération de Vagney de l'occupation allemande de la Deuxième Guerre mondiale, Charles Gley, majordome du curé Varenne de Vagney, inscrivait, en pages des jeudi 5 octobre et dimanche 19 novembre 1944, que les Allemands emmenèrent 42 hommes et jeunes gens.

Vues historiques
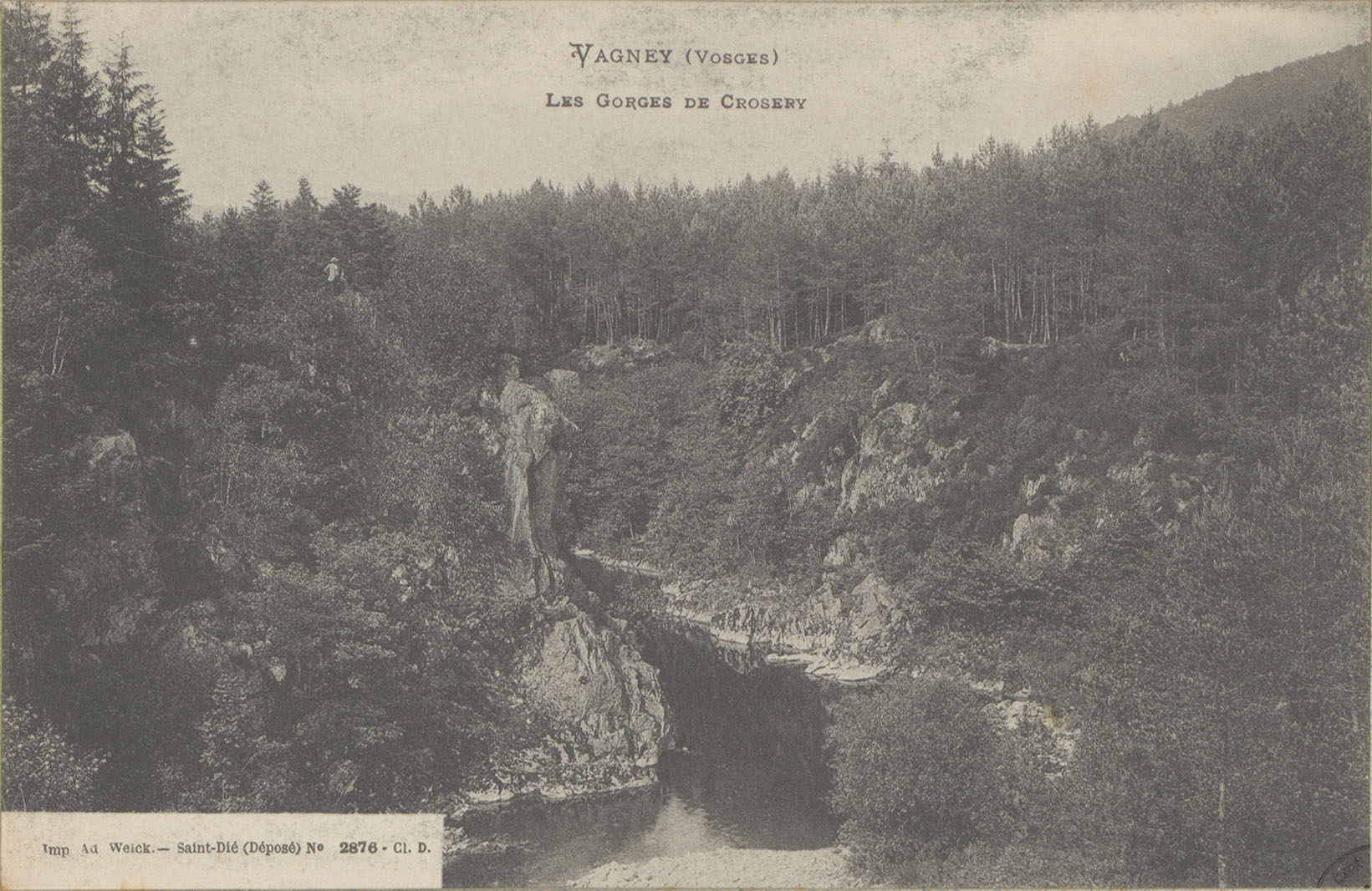
Gorges de Crosery.
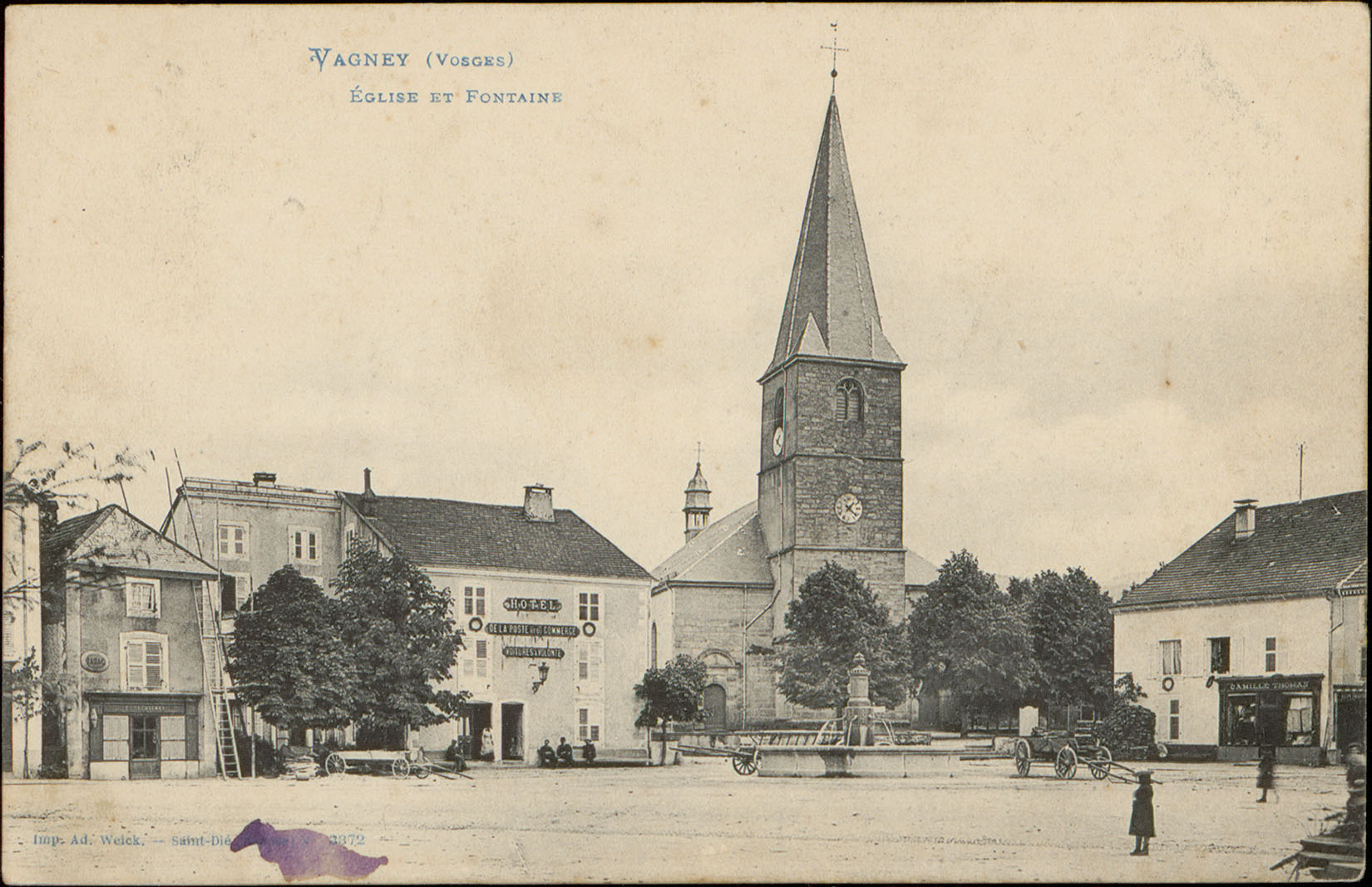
Église et Fontaine (Place Paul Caritey).
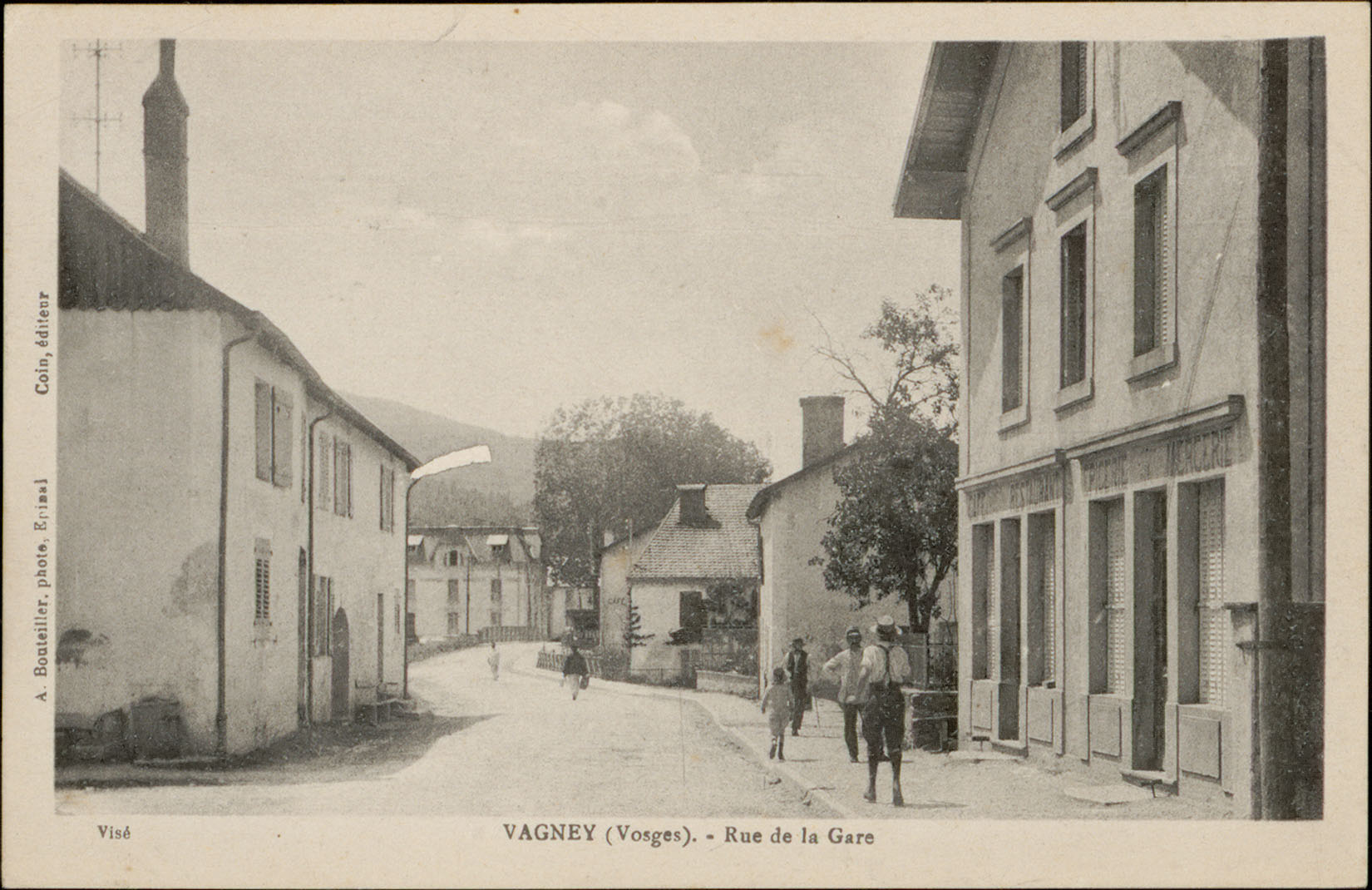
Rue de la Gare (actuelle Rue Michel Collinet).
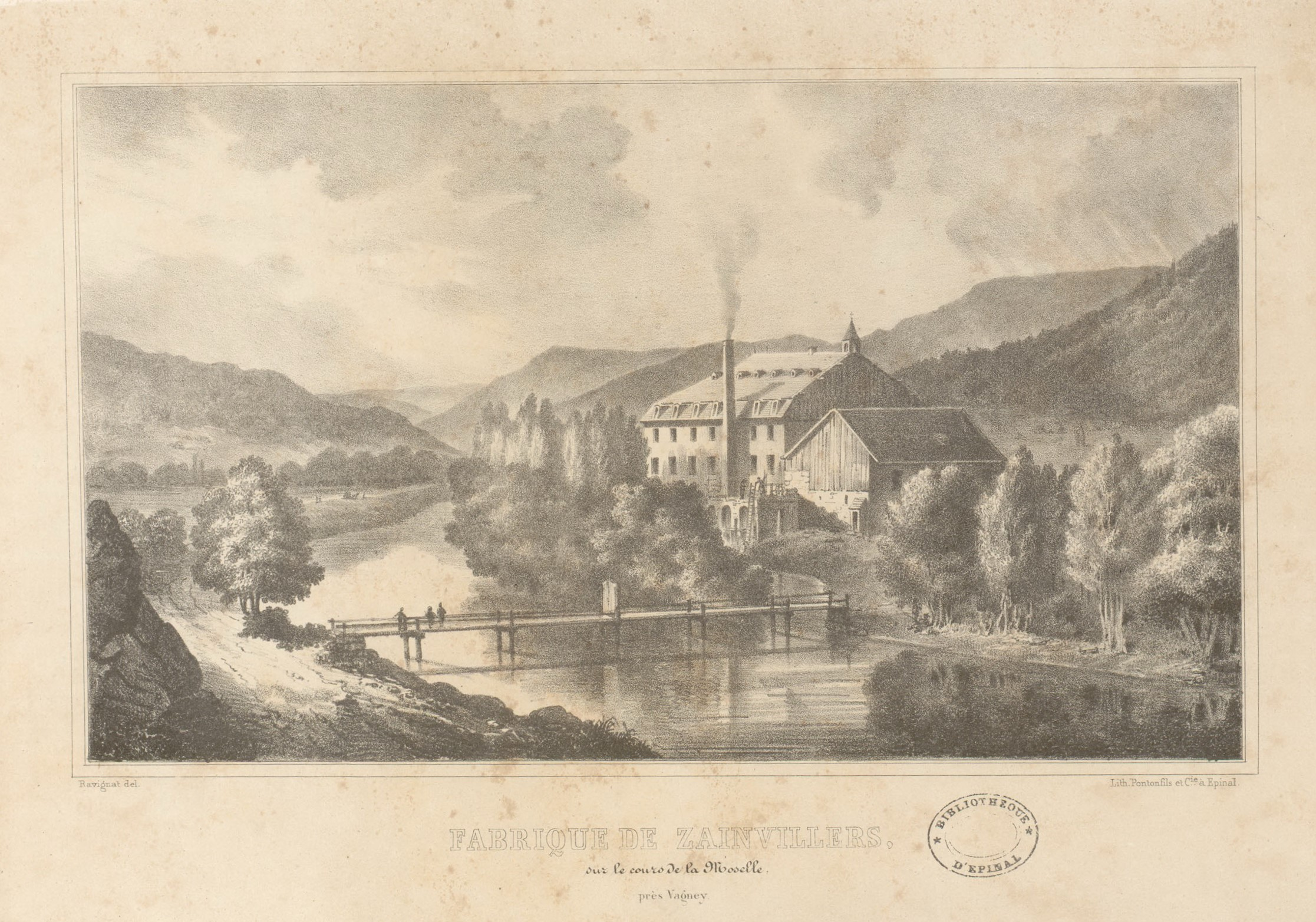
Lithographie de la fabrique de Zainvillers... sur le cours de la Moselotte).

## Politique et administration

### Découpage territorial
Par arrêté préfectoral du 15 septembre 2023, la commune est retirée le 1er janvier 2024 de l'arrondissement de Saint-Dié-des-Vosges et rattachée à l'arrondissement d'Épinal.

### Administration municipale
Compte tenu du nombre d'habitants de la commune, le nombre de membres du conseil municipal est de 27 (le maire, cinq adjoints, 3 conseillers municipaux délégués et 18 conseillers municipaux).

### Liste des maires
| Période         | Période                    | Identité                     | Étiquette | Qualité                                                                                      |
| --------------- | -------------------------- | ---------------------------- | --------- | -------------------------------------------------------------------------------------------- |
| 10 mai 1945     | 3 novembre 1947            | Claude Laxenaire (1900-1975) |           | Meunier                                                                                      |
| 3 novembre 1947 | 8 mars 1959                | Georges Zimmerman            |           | Notaire                                                                                      |
| 8 mars 1959     | mars 1977                  | Joseph Thomas (1897-1984)    |           | Mécanicien                                                                                   |
| mars 1977       | mars 2001                  | Jacques Mougin               | DVD       | Enseignant                                                                                   |
| mars 2001       | mars 2008                  | Albert Le Névé (1934-2022)   | DVD       | Directeur régional de Travaux Publics                                                        |
| mars 2008       | 28 mars 2014               | Évelyne Bernard              | DVD       | Présidente de la CC Terre de Granite (? → 2014)                                              |
| 28 mars 2014    | En cours (au 19 mars 2015) | Didier Houot                 | DVD       | Responsable d’équipe Pôle emploi à Remiremont Président de la CC des Hautes Vosges (2017 → ) |

### Finances locales

#### Budget et fiscalité 2022

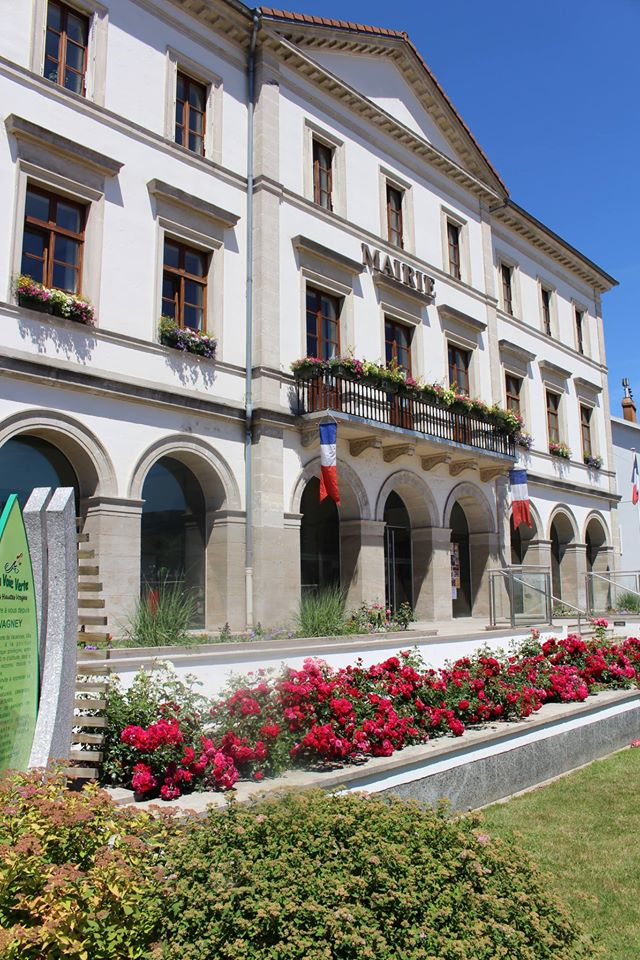
Mairie.

En 2022, le budget de la commune était constitué ainsi :
- total des produits de fonctionnement : 3 291 000 €, soit 819 € par habitant ;
- total des charges de fonctionnement : 3 175 000 €, soit 790 € par habitant ;
- total des ressources d'investissement : 1 812 000 €, soit 451 € par habitant ;
- total des emplois d'investissement : 1 537 000 €, soit 382 € par habitant ;
- endettement : 2 183 000 €, soit 543 € par habitant.

Avec les taux de fiscalité suivants :
- taxe d'habitation : 18,35 % ;
- taxe foncière sur les propriétés bâties : 37,90 % ;
- taxe foncière sur les propriétés non bâties : 26,76 % ;
- taxe additionnelle à la taxe foncière sur les propriétés non bâties : 0,00 % ;
- cotisation foncière des entreprises : 0,00 %.

### Jumelages

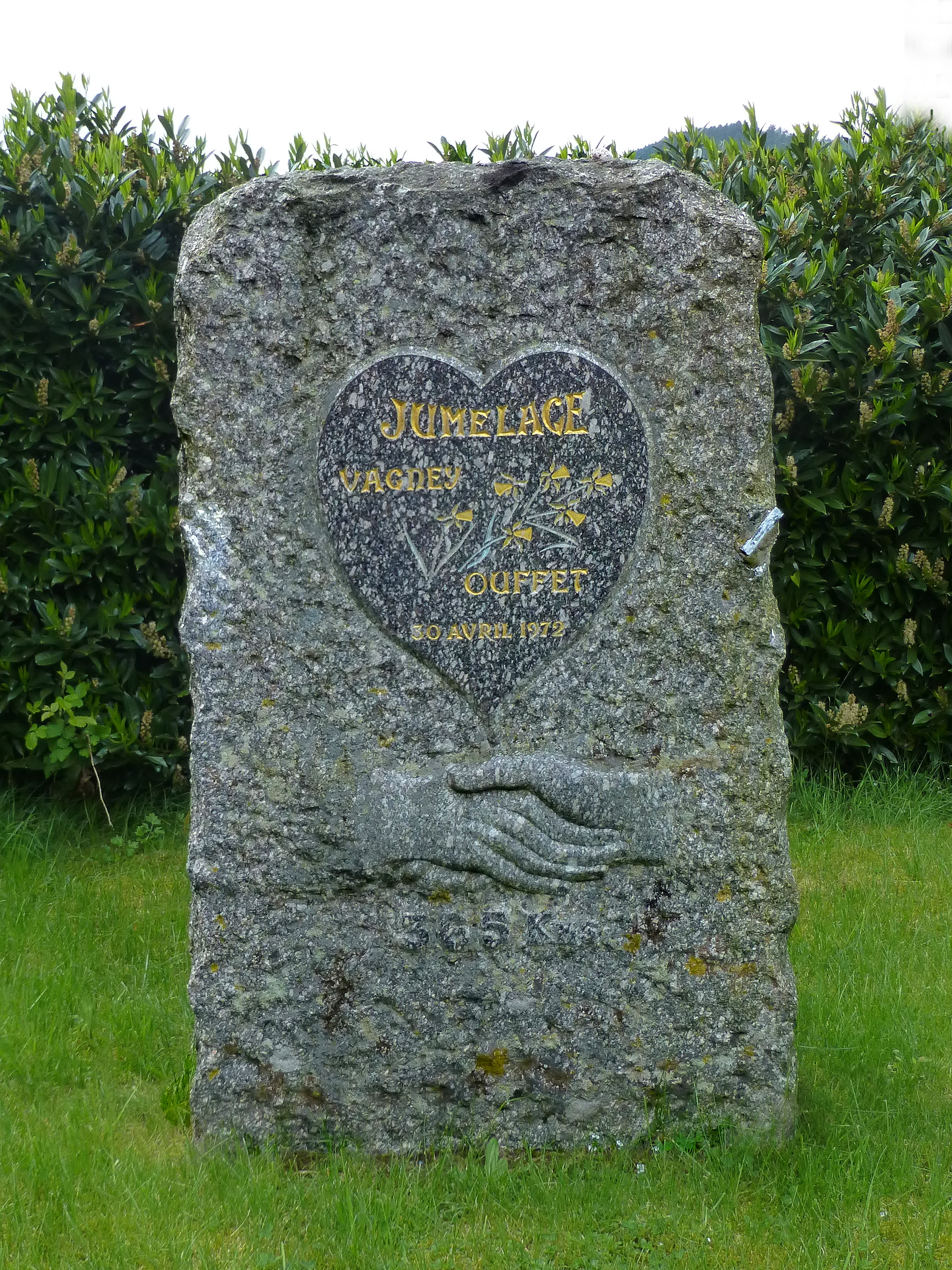
Stèle du jumelage avec Ouffet.

Depuis 1972, Vagney est jumelée avec
- Ouffet (Belgique).

## Population et société

### Démographie
L'évolution du nombre d'habitants est connue à travers les recensements de la population effectués dans la commune depuis 1793. Pour les communes de moins de 10 000 habitants, une enquête de recensement portant sur toute la population est réalisée tous les cinq ans, les populations de référence des années intermédiaires étant quant à elles estimées par interpolation ou extrapolation. Pour la commune, le premier recensement exhaustif entrant dans le cadre du nouveau dispositif a été réalisé en 2004.

En 2022, la commune comptait 3 873 habitants, en évolution de −1,5 % par rapport à 2016 (Vosges : −2,96 %, France hors Mayotte : +2,11 %).
| 1793  | 1800  | 1806  | 1821  | 1831  | 1836  | 1841  | 1846  | 1856  |
| ----- | ----- | ----- | ----- | ----- | ----- | ----- | ----- | ----- |
| 1 813 | 2 206 | 2 319 | 2 590 | 2 992 | 2 660 | 2 962 | 3 367 | 3 414 |

| 1861  | 1866  | 1872  | 1876  | 1881  | 1886  | 1891  | 1896  | 1901  |
| ----- | ----- | ----- | ----- | ----- | ----- | ----- | ----- | ----- |
| 3 272 | 3 153 | 3 187 | 3 140 | 3 251 | 3 258 | 3 106 | 2 866 | 2 949 |

| 1906  | 1911  | 1921  | 1926  | 1931  | 1936  | 1946  | 1954  | 1962  |
| ----- | ----- | ----- | ----- | ----- | ----- | ----- | ----- | ----- |
| 2 963 | 2 656 | 2 485 | 2 666 | 2 777 | 2 978 | 2 953 | 2 974 | 2 896 |

| 1968  | 1975  | 1982  | 1990  | 1999  | 2004  | 2006  | 2009  | 2014  |
| ----- | ----- | ----- | ----- | ----- | ----- | ----- | ----- | ----- |
| 2 845 | 3 248 | 3 522 | 3 772 | 3 793 | 3 845 | 3 940 | 4 014 | 3 929 |

| 2019  | 2022  | - | - | - | - | - | - | - |
| ----- | ----- | - | - | - | - | - | - | - |
| 3 911 | 3 873 | - | - | - | - | - | - | - |

### Enseignement
Vagney dispose de :
- un collège : le collège du Ban-de-Vagney regroupe des enfants des communes de Vagney, de Sapois, de Rochesson, de Basse-sur-le-Rupt et d'une partie des enfants de la commune du Syndicat. Plus de cinq ans après la fermeture en octobre 2018 de l’ancien établissement pour raison de sécurité , le nouveau collège de Vagney a officiellement rouvert ses portes le 2 janvier 2023[39] ;
- deux écoles publiques : l'école Perce-Neige (élémentaire) et l'école Zainvillers (primaire) ;
- une école privée : école Notre-Dame.

### Manifestations culturelles et festivités
- Depuis 2005, la compagnie théâtrale Le Plateau Ivre donne des représentations chaque été, en juillet et août, dans le théâtre de verdure (théâtre extérieur) de la rue des Angles.
- Depuis 1967, le groupe théâtral "Côté Coulisses" (devenu association en 2023) donne des représentations vers janvier , février et mars , dans l'espace Saint-Hubert de la Rue Michel Collinet.
- La Vertétiste, grande randonnée populaire à VTT organisée chaque dernier dimanche de juin par le club Vagney VTT.
- Manifestations sur le thème du film Les Grandes Gueules : Jubilé des Grandes Gueules : « Rétro loisirs ligne bleue[40] et les "Vieux compteurs"[41] » ont organisé le samedi 4 juillet 2015 un rallye promenade au départ de Vagney, réservé aux véhicules de collection dont le bénéfice est versé à l'association Perce-neige, créée par Lino Ventura, acteur du film Les Grandes Gueules, film dont le cinquantième anniversaire est fêté.
- Le Trail des Grandes Gueules, depuis (juin) 2016 : courses de 15 km ou 25 km.
- Depuis maintenant plus de trente ans, la bourse d'échange de pièces auto et moto organisée par l'Association Rétro Loisirs Ligne Bleue.

### Sports

#### Équipements sportifs
- City Stade : En juillet 2019 a été inaugurée la création d'un City Stade, qui peut accueillir différentes activités sportives telles que le basketball, le football, le handball...
- Piscine intercommunale de la Communauté de communes des Hautes Vosges.

#### Associations sportives
- Football : club amateur de l'AS Vagney au stade des Viaux et au stade Zeller où elle signé l'exploit de battre Saint-Dié (Ligue 2) en 1979.
- Ski-club de Vagney-Rochesson : spécialisé dans le ski de fond et le biathlon.
- Athlétisme : Club olympique de la Haute Moselotte (COHM)[42].
- Tennis : tennis-club de Vagney sur les courts des Viaux.
- Tennis de table : association de tennis de table de Vagney au gymnase de Zainvillers.
- Club de modélisme des Hautes-Vosges : construction et pilotage de modèles réduits, vol de pente sur les crêtes, avion, hélicoptère, vol en salle.

### Santé
- Professionnels et établissements de santé[43] :
  - Médecins à Vagney, Saint-Amé,
  - Pharmacies à Vagney, Saint-Amé,
  - Centre hospitalier de Remiremont.

### Cultes
Au sein du diocèse de Saint-Dié, la commune de Vagney dépend de la paroisse catholique « Le Ban de Vagney » qui dispose de cinq lieux de culte : l'église Saint-Lambert de Vagney, l'église Saint-Nicolas du Planois, l'église Saint-Blaise de Rochesson, l'église Saint-Étienne à Le Haut du Tôt et la chapelle Saint Del à Gerbamont.
L'Église protestante évangélique Les Amis du Charpentier s'est, elle, constituée en 1983.

## Économie

### Revenus de la population et fiscalité
Le revenu fiscal médian par ménage était en 2006 de 15 644 €, ce qui place Vagney au 17 176e rang parmi les 30 687 communes de plus de 50 ménages en métropole.
Chiffres clés Revenus et pauvreté des ménages en 2021 : Médiane en 2021 du revenu disponible, par unité de consommation : 22 420 €.

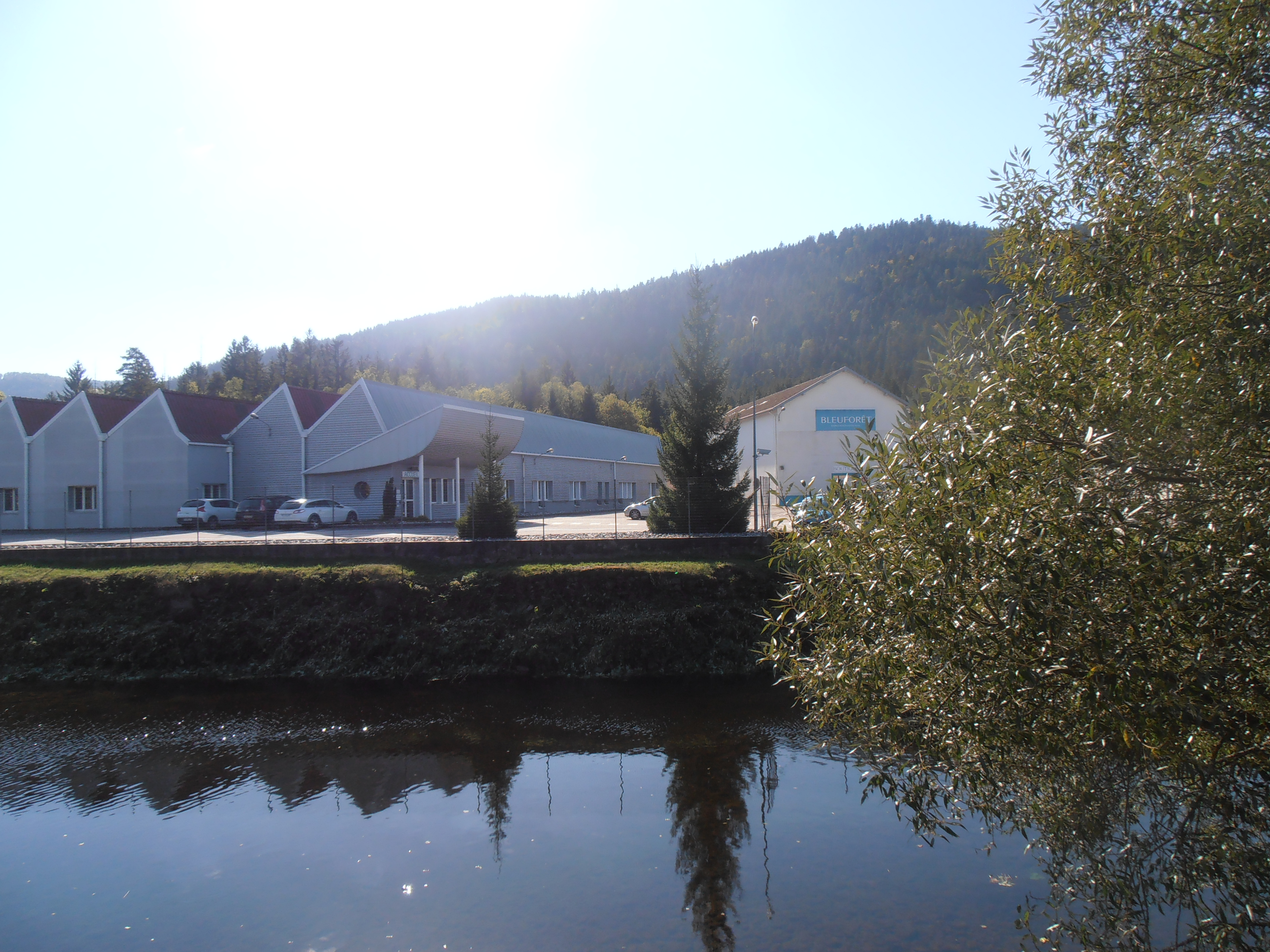
"BleuForêt", marque française de chaussettes, collants et leggings, Société Tricotage des Vosges (sigle « T.D.V. »).

### Entreprises
Deux entreprises textiles de renom ont leur siège sur le territoire de la commune :
- l'usine de la marque BleuForêt, créée par la société Tricotage des Vosges, est installée à Vagney (Zainvillers). En 2010, elle reprend la marque de textile Olympia dont l'usine est située à Romilly-sur-Seine ;
- l'entreprise Febvay, créée en 1947, est spécialisée dans la confection de vêtements professionnels. La société a été placée en liquidation judiciaire en 2019. Cette même année, l'activité a été relancée par la société Erneste sur le même site.

## Culture locale et patrimoine
C’est en 1902 que se crée à Vagney un « Comité des Promenades », ancêtre de l’office de tourisme, l’un des premiers de France avec Gérardmer (le « Comité des promenades de la ville de Gérardmer » fut créé en juillet 1875)...

### Lieux et monuments

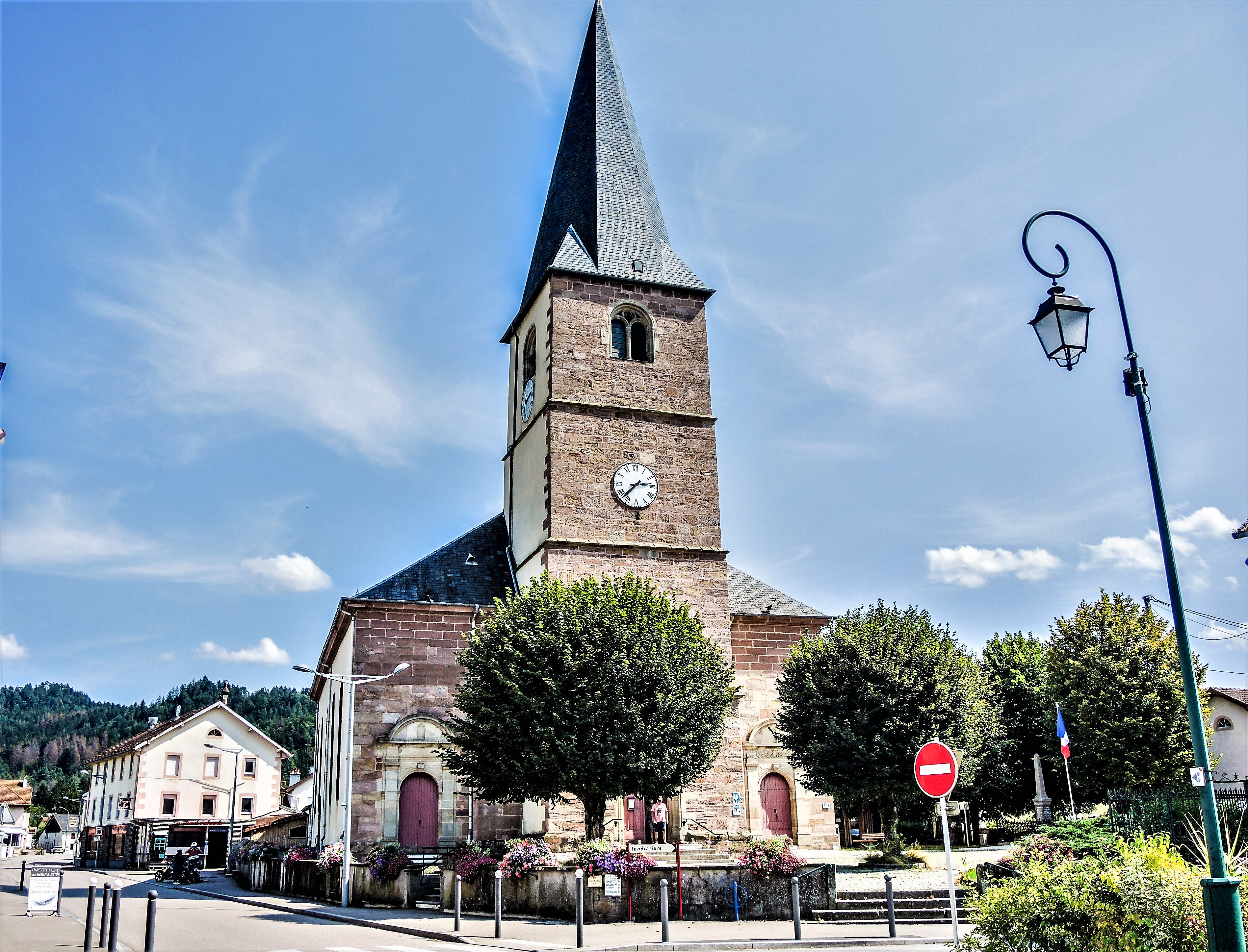
Église paroissiale Saint-Lambert.
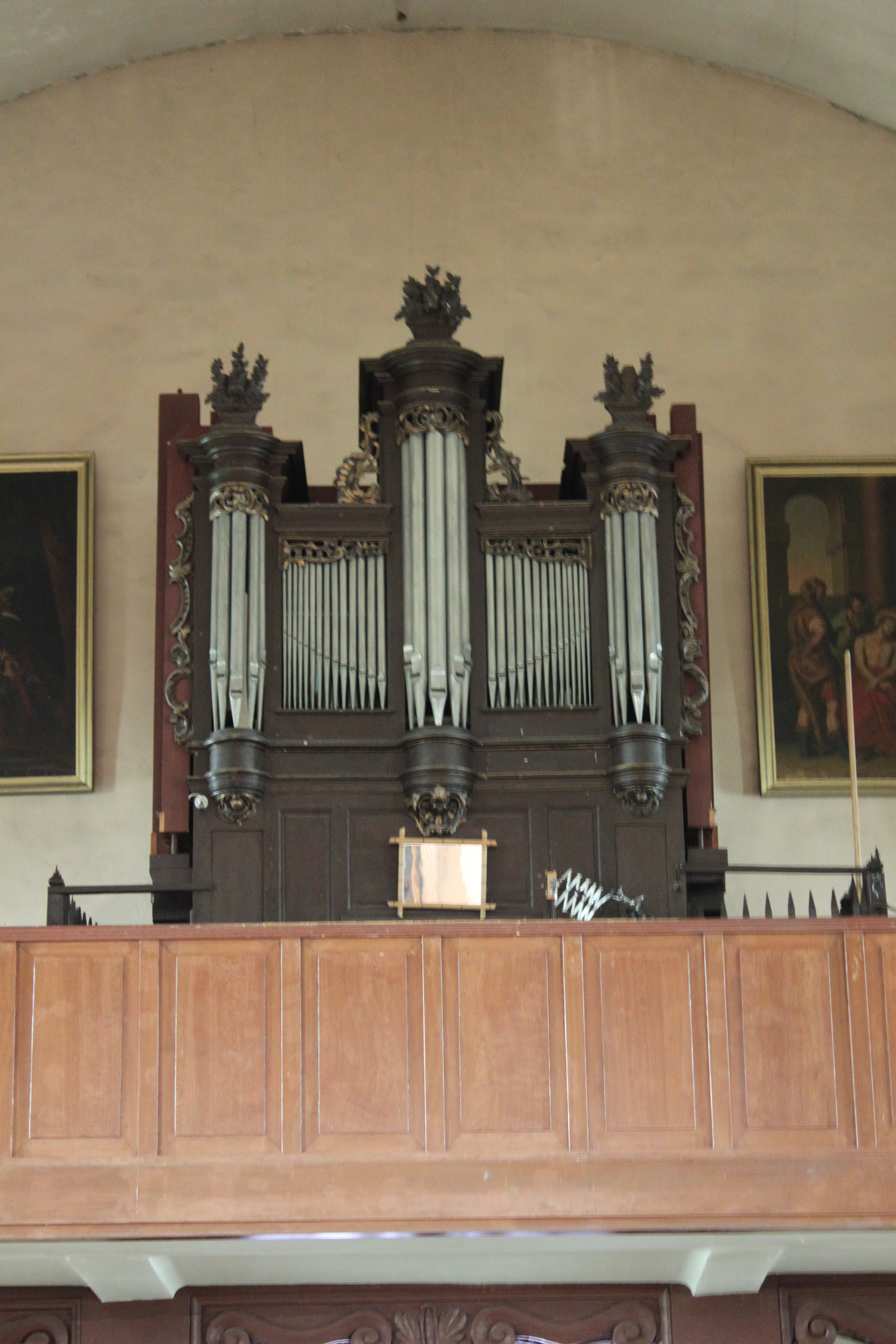
Orgue de l'église.
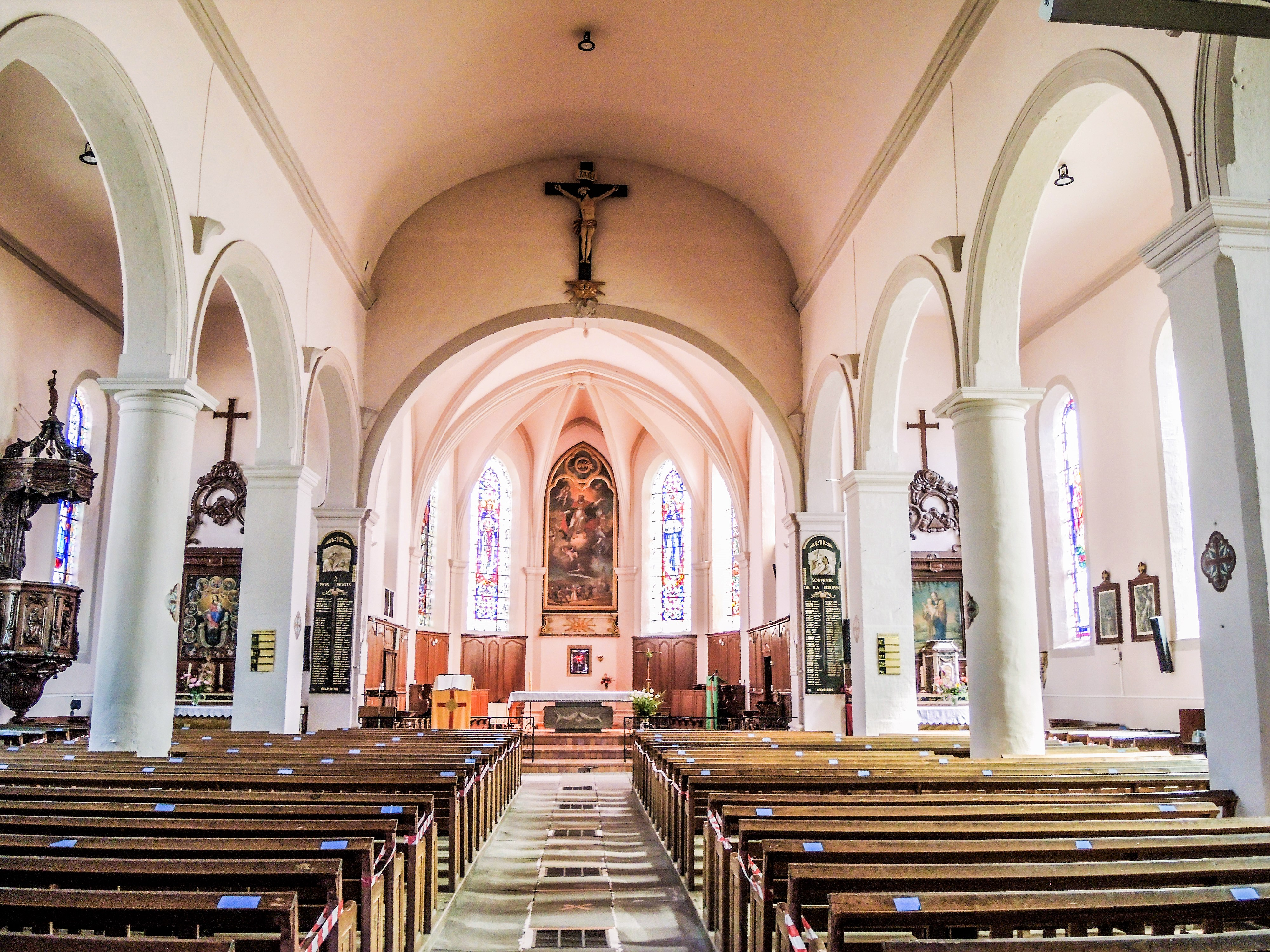
Nef de l'église.
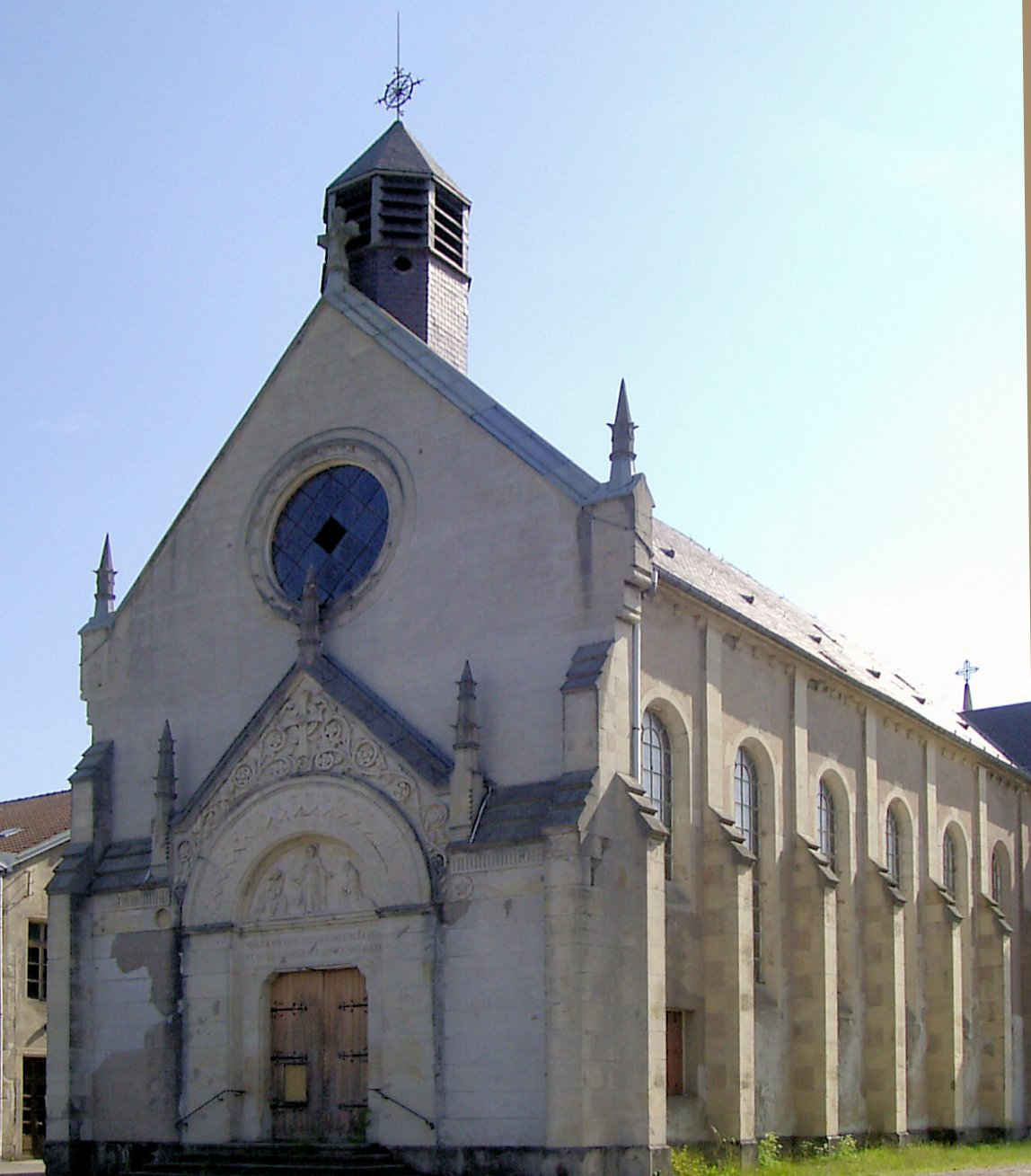
Chapelle de l'hôpital à Zainvillers.

- Église paroissiale dédiée à Saint-Lambert, édifiée en 1496, et sa cloche de 1783[49],[50],[51].
  - L'orgue du XVIIIe siècle de l'église Saint-Lambert[52], attribué par l'expert Christian Lutz à Sébastien Garnier (entre 1750 et 1760)[53],[54] et modifié par Henri Didier en 1900[55],[56],[57], classé au titre de monument historique depuis 1999, pour son buffet et sa partie instrumentale.
- Église Sainte-Cécile de Zainvillers, du XIXe siècle, intégrée à la maison de retraite[58]. Monument démoli en février 2015[59],[60].
- Les croix sur la commune[61].
- Le monument commémoratif de 1870[62],[63] : ce monument a été construit en hommage des victimes de la guerre de 1870. On dénombre seulement huit monuments en mémoire de ce conflit, dans le département. En contemplant de plus près l’édifice, des traces de balles sont visibles. Ces-dernières sont des empreintes réelles et ont été volontairement laissées. En 2020, une cérémonie inaugurera le 150e anniversaire de cette date rappelant la libération de Vagney, qui renforce l’identité historique de la commune.
- Le Porche de la Chapelle de Zainvillers : en 2015, la Chapelle de Zainvillers a été détruite pour laisser place à l'édification du Solem, une Unité de Vie Protégée, en extension de la maison de retraite. Les reliquats de pierre du Porche initial qui avaient été conservés ont permis la reconstruction à l’identique. Ce travail minutieux a été orchestré par les élèves de la section pierre du Lycée Camille Claudel (Remiremont) et par les services techniques de la ville.

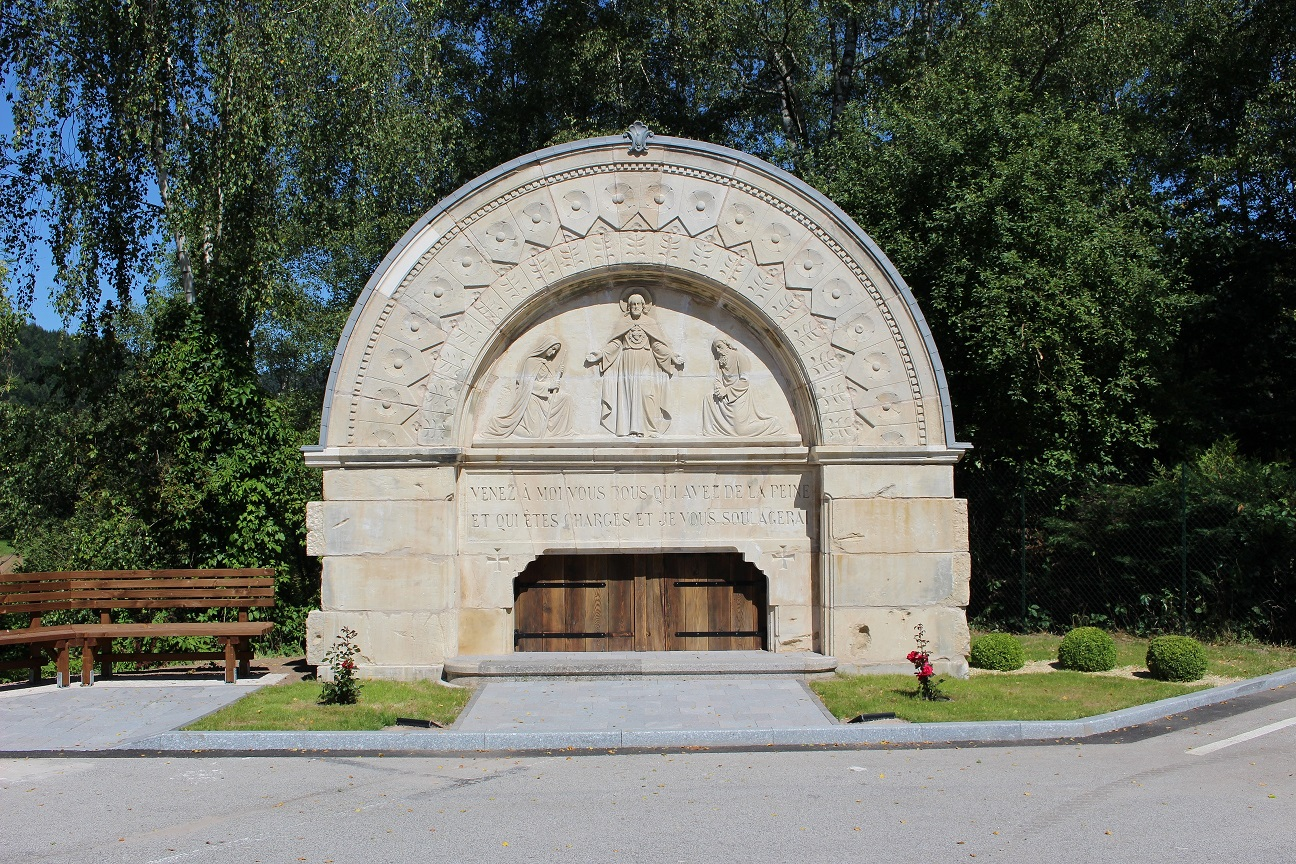
Porche de la Chapelle de Zainvillers (reconstitué).

### Patrimoine culturel
C'est à Vagney que furent tournées de nombreuses scènes du film Les Grandes Gueules de Robert Enrico, notamment la scène de la fête foraine. Les forains vinrent spécialement pour le tournage du film en 1965. Depuis cette date, Vagney a la particularité d'avoir deux fêtes foraines dans l'année, l'une à la date de la fête patronale et la seconde à la date-anniversaire du tournage. En outre les thèmes et lieux du film servent de support à des campagnes de promotion touristique et de circuits de randonnées,,.

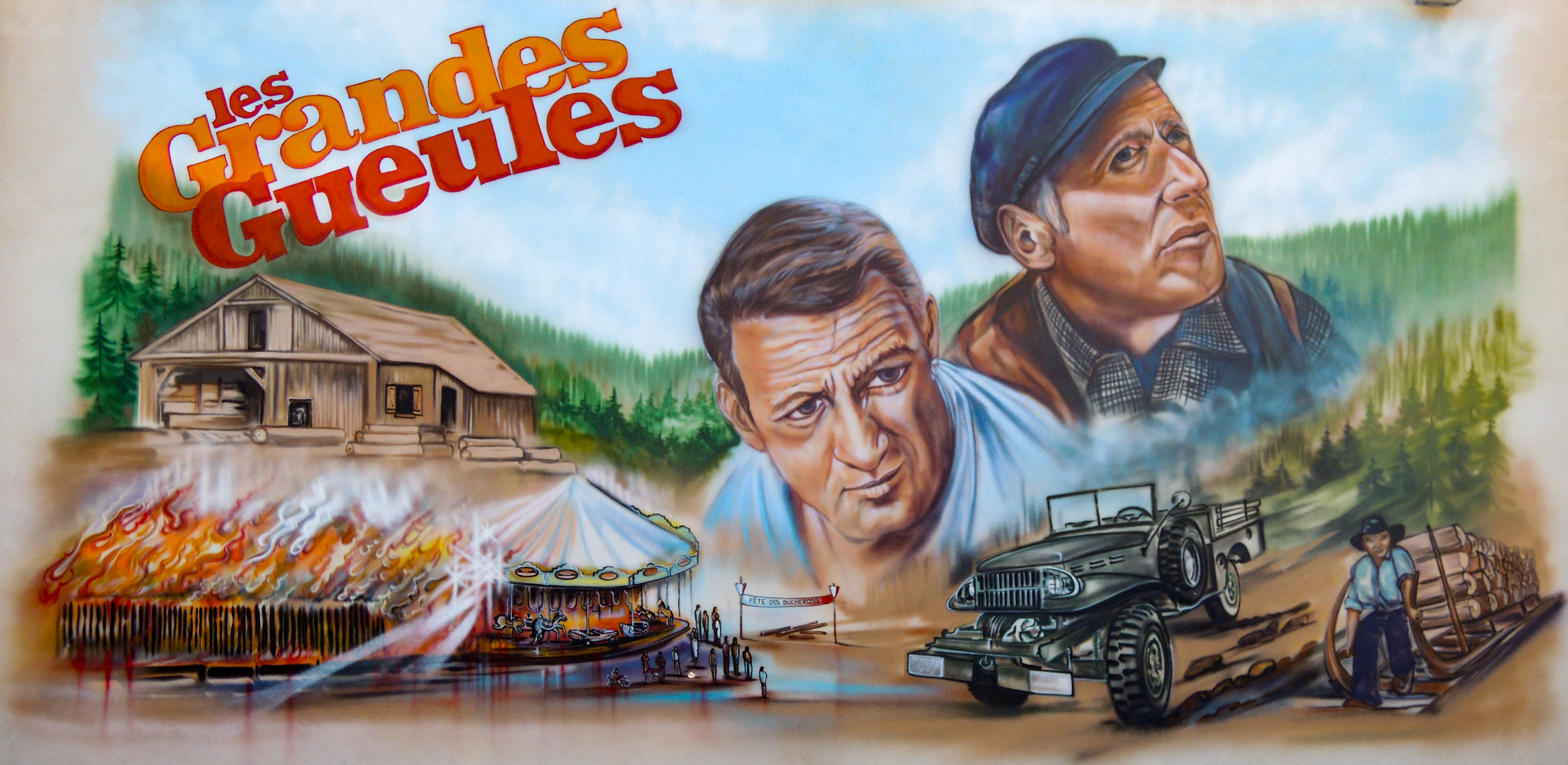
Fresque Les Grandes Gueules créée par l'artiste Pascal Kersiak en 2015, à l'occasion du cinquantième anniversaire du film.

### Patrimoine naturel, la faune et la flore
- Cascade de la Pissoire

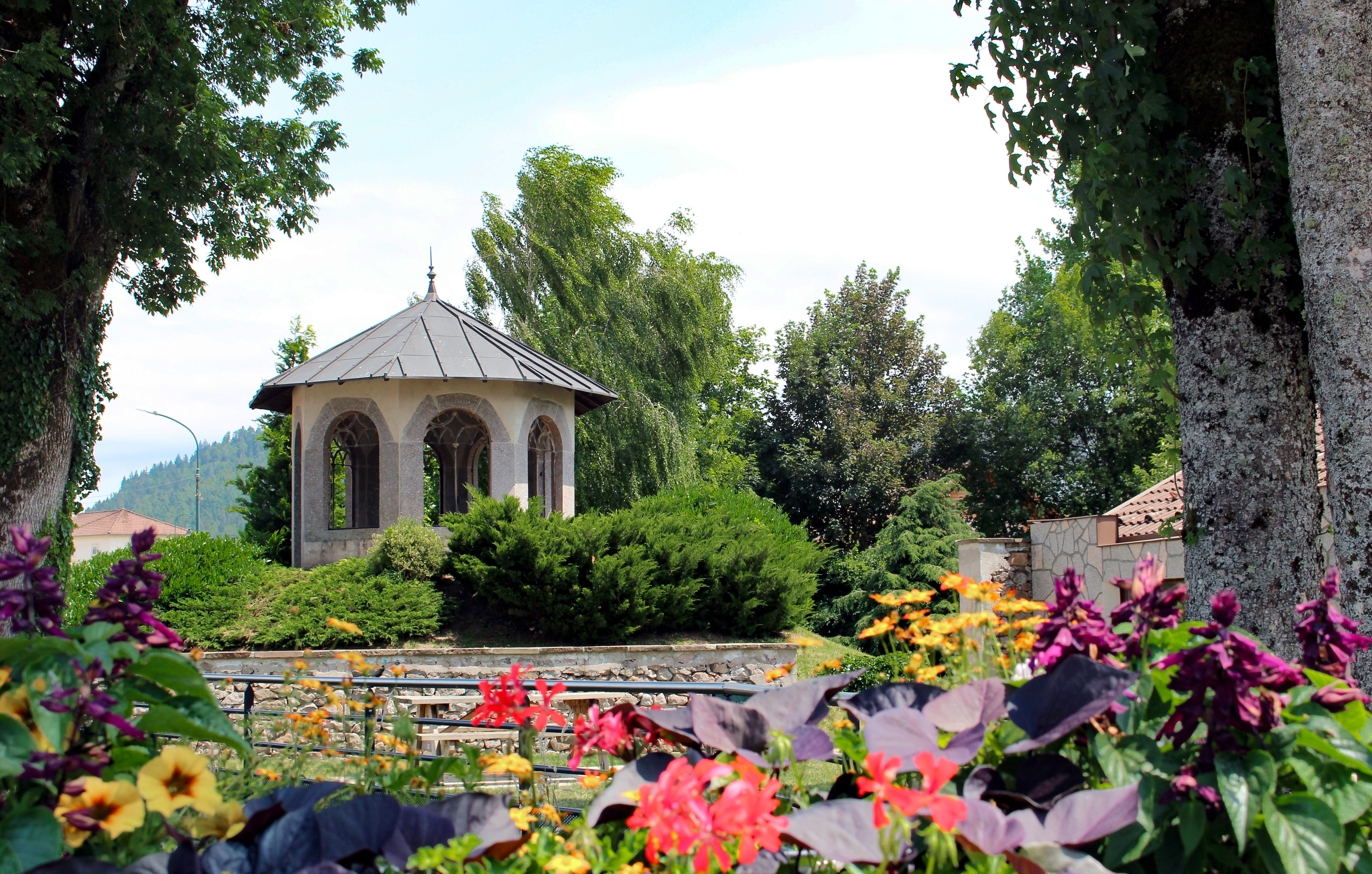
Vagney en fleurs.

- Étang des Échets, créé dans l'ancien lit de la Moselotte lors de la réalisation de la rocade en 1976, consacré à la pêche.
- Point de vue des Sept Clochers à Chèvre Roche[69].
- Inventaire national du patrimoine naturel de la commune
- Vagney, ville fleurie. Vagney a obtenu sa première fleur en 2004, puis la deuxième en 2009. En 2019, la ville a conservé ses deux fleurs.

### Personnalités liées à la commune
- Jean-Baptiste Mougel (1829-1902), ornithologue[70].
- Jean-Nicolas Boulay (1837-1905), abbé et botaniste, né à Vagney.
- Ernest Grosjean (1844-1936), organiste, né à Vagney.
- Henri Lachambre (1846-1904), ingénieur-aéronaute, entrepreneur à Vaugirard, né à Vagney[71].
- Marcel Hocquaux (1936-2014), coureur cycliste.
- Pierre Grosjean (1952-1983), médecin tué au Nicaragua en 1983 lors d'une attaque de la « contra ». C'est le premier médecin français tué lors d'une mission humanitaire.
- Albert Cartier (1960), ancien footballeur professionnel formé à l'AS Vagney (1973-1977) avant de rejoindre l'INF Vichy (1977-1980) et ensuite les clubs professionnels de l'AS Nancy-Lorraine (1980-1987) puis du FC Metz (1987-1995).
- Annick Pierrel-Vaxelaire (1974), championne de France de ski de fond à plusieurs reprises, victorieuse de la Transjurassienne en 2002[72].

### Héraldique
| Blason | Blasonnement : Coupé d’or à la bande de gueules chargée de trois alérions d’argent, et de gueules à deux clefs d’argent en sautoir. Commentaires : La signification est exempte d'ambiguïté : les armes de la Lorraine côtoient celles du chapitre de Remiremont dont dépendait Vagney. |

## Pour approfondir